# KZ-Außenlager Horgau
Das KZ-Außenlager Horgau (NS-Tarnname: Blechschmiede Horgau) in Horgau nordwestlich von Augsburg war eines der 169 Außenlager des Konzentrationslagers Dachau und als „Waldwerk Horgau“  Produktionsstätte für den Flugzeugtyp Messerschmitt Me 262.

## KZ-Außenlager „Waldwerk“
Aufgrund von Luftangriffen der Alliierten auf die Augsburger Fabriken versuchte das Rüstungsministerium die Rüstungsproduktion ab März 1944 an sichere Orte auszulagern, Horgau wurde als solcher angesehen. Das KZ-Außenlager und das „Waldwerk“ der Messerschmitt-Werke wurden in unmittelbarer Nähe zum Bahnhof Horgau an der heute stillgelegten Bahnstrecke Neusäß–Welden errichtet. Die auch „Weldenbahn“ genannte Stichstrecke zweigte im Bahnhof Neusäß von der Bahnstrecke Augsburg–Ulm ab und war direkt an den bedeutenden Augsburger Hauptbahnhof angebunden.
Die Maßnahmen erfolgten durch die Organisation Todt.
80 Arbeiter bauten ab 15. September 1944 ein Lager aus 21 einfachen Holzbauten für Produktion, Lager und Unterkunft, nur die mit Maschinen bestückten Barackenteile hatten Betonböden. In den drei Fertigungshallen waren Kräne, Einspannvorrichtungen und Transportbänder vorhanden.
Die KZ-Häftlinge übernachteten zu Beginn noch im KZ-Außenlager Augsburg-Pfersee, wo sich auch der zuständige SS-Verwaltungssitz befand, und fuhren täglich mit der Bahn zur Zwangsarbeit nach Horgau.
Am 5. Februar 1945 gab es in einem Brief Organisation Todt die Erlaubnis, ein KZ-Außenlager zu errichten, mit fünf Baracken, als Erweiterung von Kuno I, bestehend aus fünf Lager-Baracken, Wach-Baracken und einem 450-Meter-Zaun, am 4. März 1945 wurde das KZ-Außenlager Horgau erstmals als eigenes Lager erwähnt. Erst später waren sie vor Ort beim Waldlager untergebracht.
Am 9. März 1945 kamen 307 KZ-Häftlinge aus dem KZ Bergen-Belsen in Horgau an. Unter grausamen und menschlich unwürdigen Bedingungen mussten circa 550 KZ-Zwangsarbeiter, meist jüdischer Abstammung und Facharbeiter, ab März 1945 bis Kriegsende Tragflächen für die Messerschmitt Me 262 herstellen.
Aufgrund der Lagerarbeit starben über 20 Häftlinge.
Das Lager wurde am 4. April 1945 aufgelöst und die verbliebenen 274 Häftlinge in das Außenlager Pfersee überführt.

## Befreiung, juristische Aufarbeitung und Gedenken
Nachdem die Amerikaner einmarschiert waren, wurde das Lager abgerissen. Durch eine Fichtenpflanzung verschwanden die Reste der Fundamente.
1967 begann die Zentrale Stelle der Landesjustizverwaltungen in Ludwigsburg mit Ermittlungen, die Staatsanwaltschaft München stellte diese ohne Anklageerhebung ein.
Bis 2011 wurden die alten Fundamente wieder freigelegt, diese haben heute als „KZ-Außenlager und Waldmontagewerk der NS-Rüstungsproduktion Horgau“ den Status eines Bodendenkmals.

## Film & Audio
- United States Holocaust Memorial Museum: Oral history interview with Sholom Rosenheck. In: Film, Audio and Video / Testimony. ushmm.org, 20. Mai 2009, abgerufen am 3. Oktober 2021 (englisch, Accession Number 2009.93, RG Number RG-50.030.0529, Ausschnitt ab Minute 1:39:40 über Horgau).

- Video-DVD: Die Weldenbahn – Geschichte einer bayerischen Lokalbahn, Autorenverband Helmut Fuchs, Elmar Kretz, Klaus Böhme und Rolf Mühler und Foto Optik Mayer, 2011